# Watang! Nel favoloso impero dei mostri
Watang! Nel favoloso impero dei mostri (モスラ対ゴジラ?, Mosura tai Gojira, lett. "Mothra vs. Godzilla") è un film del 1964 diretto da Ishirō Honda.
Terzo sequel di Godzilla del 1954, alla denuncia contro il terrore atomico si unisce un messaggio ecologista e un atto di denuncia contro l'avidità dei capitalisti.
In questo film per l'ultima volta nell'era Shōwa Godzilla ha un ruolo di cattivo. Mothra era già apparsa in un film omonimo del 1961, diretto anch'esso da Ishiro Honda.
Il titolo italiano è un gioco di parole tra l'isola di Watang, luogo di origine di Mothra e un riferimento al Giappone in quanto impero, e alla fama che i mostri (o kaiju) hanno in quel paese.

## Trama

Godzilla e Mothra in una scena del film

A causa di un furioso maremoto, su una spiaggia della costa giapponese viene trovato un gigantesco uovo che viene immediatamente comprato da speculatori capitanati dall'impresario Kumayama, che allestisce prontamente un recinto per consentire la visione a pagamento al pubblico. L'uovo proviene dall'isola di Watang e appartiene a Mothra, dea falena venerata dalla popolazione dell'isola, i cui abitanti detestano gli altri uomini a causa dei danni che procurano alla natura. Quando dall'isola di Watang giungono due Fatine Gemelle, le Shobijin, per riprendere l'uovo, Kumayama tenta di catturare anche loro. Le fatine scappano grazie all'aiuto di due giornalisti, Shiro Sakai e Junko Nakashimi e di uno scienziato, il Professor Miura.
Il gruppetto si organizza per recuperare l'uovo, ma proprio allora arriva a Tokyo Godzilla, risvegliato dal terremoto iniziale. Egli, furioso, si dirige verso il Giappone distruggendo tutto ciò che trova sul proprio cammino. L'esercito giapponese tenta di fermarlo, ma Godzilla pare inarrestabile. A quel punto le Shobijin decidono di aiutare gli uomini e invocano Mothra, che combatte insieme all'esercito giapponese contro Godzilla.
Nella dura battaglia Mothra rimane uccisa, ma l'uovo si schiude e ne escono due larve di Mothra, che sconfiggono Godzilla bloccandolo in un enorme bozzolo e gettandolo in mare, liberando il Giappone dall'incubo. Ottenuta la vittoria, le larve di Mothra e le Shobijin possono tornare sulla loro isola.

## Produzione
Vengono usati alcuni filmati di repertorio girati per il film Mosura (1961).

## Distribuzione
I produttori statunitensi spacciarono Mothra come un mostro misterioso, intitolando il film Godzilla vs The Thing (letteralmente Godzilla contro la Cosa).
Nel doppiaggio italiano del film, Mothra viene chiamata Watang.

## Accoglienza
Il film ha venduto circa 3.510.000 biglietti in Giappone, e molti fan e critici considerano questo film come il migliore della cosiddetta "serie Showa" di Godzilla dopo il primo film.